# Meagan McKinney
Meagan McKinney, właśc. Ruth Goodman (ur. 1961) – amerykańska biolog i pisarka specjalizująca się w romansach.

## Życiorys
Początkowo łączyła pracę biologa z pasją pisania. Uznanie czytelników i popularność jej książek sprawiły, że zajęła się wyłącznie twórczością literacką. Jest autorką takich bestsellerów, jak: Lodowa panna, Zamek na wrzosowisku, Romans w górach, Łowcy fortun. Wydała około dwudziestu powieści, z których ponad dziesięć zostało przełożonych na język polski.
Mieszka w Nowym Orleanie w stanie Luizjana.

## Książki przełożone na język polski (wybór)[2]
- Gwiazda Aranu (1994)
- Księżycowa dama (2003)
- Niegodziwa czarodziejka (2009)